# فهرست بزرگ‌ترین شهرهای جهان عرب
فهرستی از بزرگترین شهرهای جهان عرب.
| رده | کشور              | شهر        | جمعیّت      | سال ساخت شهر                 | تصویر |
| --- | ----------------- | ---------- | ---------- | ---------------------------- | ----- |
| ۱   | مصر               | قاهره      | ۱۶٬۲۲۵٬۰۰۰ | ۹۶۸ م                        |       |
| ۲   | عراق              | بغداد      | ۶٬۹۶۰٬۰۰۰  | ۷۶۲ م                        |       |
| ۳   | عربستان سعودی     | ریاض       | ۶٬۰۳۰٬۰۰۰  | ۱۷۴۶ م                       |       |
| ۴   | سودان             | خارطوم     | ۵٬۳۴۵٬۰۰۰  | ۱۸۲۴ م                       |       |
| ۵   | اردن              | امان       | ۴٬۹۹۵٬۰۰۰  | قرن ۱۳ ق. م                  |       |
| ۶   | مصر               | اسکندریه   | ۴٬۸۷۰٬۰۰۰  | ۳۳۲ ق. م                     |       |
| ۷   | کویت              | کویت       | ۴٬۶۶۰٬۰۰۰  | ۱۶۱۳ م                       |       |
| ۸   | مراکش             | کازابلانکا | ۴٬۳۷۰٬۰۰۰  | قرن ۷ ق. م                   |       |
| ۹   | عربستان سعودی     | جده        | ۳٬۸۷۵٬۰۰۰  | ۵۲۲ ق. م                     |       |
| ۱۰  | امارات متحده عربی | دوبی       | ۳٬۸۰۵٬۰۰۰  | ۱۸۳۳ م                       |       |
| ۱۱  | الجزایر           | الجزیره    | ۳٬۷۳۰٬۰۰۰  | ۹۴۴ م                        |       |
| ۱۲  | یمن               | صنعا       | ۳٬۲۷۰٬۰۰۰  | حدود ۵۰۰ ق. م (شاید قدیمی‌تر) |       |
| ۱۳  | سوریه             | دمشق       | ۲٬۶۴۵٬۰۰۰  | ۶۳۰۰ ق. م (شاید قدیمی‌تر)     |       |
| ۱۴  | سومالی            | موگادیشو   | ۲٬۴۲۵٬۰۰۰  | ۹۵۰ م                        |       |
| ۱۵  | تونس              | تونس       | ۲٬۲۶۰٬۰۰۰  | ۸۱۴ ق. م                     |       |
| ۱۶  | مراکش             | رباط       | ۲٬۰۶۵٬۰۰۰  | ۱۱۵۰ م                       |       |
| ۱۷  | امارات متحده عربی | ابوظبی     | ۱٬۷۶۵٬۰۰۰  | ۱۷۶۱ م                       |       |
| ۱۸  | عربستان سعودی     | مکه        | ۱٬۷۲۰٬۰۰۰  | ۱۸۱۲ ق. م                    |       |
| ۱۹  | قطر               | دوحه       | ۱٬۶۸۵٬۰۰۰  | ۱۸۲۳ م                       |       |
| ۲۰  | سوریه             | حلب        | ۱٬۶۴۰٬۰۰۰  | حدود ۲۳۰۰ ق. م               |       |